# اورلوف، روسیه
شهر اورلوف، روسیه (به روسی: Орлов) در کشور روسیه و در اوبلاست کیروف واقع شده‌است.